# Jodi Picoult
Jodi Lynn Picoult (Nesconset, Long Island, New York, 1966. május 19. –) amerikai író.

## Élete
Jodi Lynn Picoult a Long Island-i Nesconsetben született, és ott is nevelkedett öccsével együtt. Első könyvét ötéves korában írta, melynek címe A rák, aki félreértette volt. A Princetoni Egyetemre járt, ahol írást tanult. Az egyetemi évek alatt két novellát is publikált a Seventeen magazinban. 1987-ben szerezte meg diplomáját. Miután végzett, többféle munkába is belefogott: többek között szövegkönyvek szerkesztésébe, nyolcadik osztályos irodalom tanításba, de dolgozott a Wall Streeten is. Mesterszintű tanári diplomát szerzett a Harvard Egyetemen, feleségül ment Tim Van Leerhez, akivel a Princetonon ismerkedett meg, és megszületett első gyermeke. A New Hampsire-i Hanoverben élnek.
Első könyve 1992-ben jelent meg Songs of the Humpback Whale címmel, első sikeresebb könyve azonban a 2004-ben megjelenő Nővérem húga volt, melyet Cameron Diaz főszereplésével meg is filmesítettek. Eddigi legnagyobb sikere a Tizenkilenc perc, amely 2007-ben jelent meg, és sokáig állt a New York Times sikerlistájának első helyén.
Miután már sikeres írónak számított, ő lett a DCC képregények harmadik szériás Wonder Woman sorozatának írója, rögtön Allan Heinberg után. Első alkotása 2007. március 28-án jelent meg, az utolsó pedig június 27-én.
Hétvégéken nem ír, azt teljesen a családjának szenteli, de azt leszámítva teljesen munkamániás. Gyorsan dolgozik: körülbelül kilenc hónap alatt ír meg egy könyvet.
Könyvei hitelesebbé tételéért sok mindent megtett már: a The Pact kedvéért bevonult egy napra a börtönbe, a Plain Truth című alkotásáért egy hétig együtt élt egy amish családdal, és megtanulta, hogyan kell tehenet fejni, a Second Glance-ért még a szellemvadászatra is hajlandó volt, a The tenth Circle alkotási folyamata alatt pedig Alaszkába utazott egy eszkimó faluba, ahol végigszurkolt egy kutyaszánhúzó versenyt.

## Kedvenc írói
- Alice Hoffman
- Jo-Ann Mapson
- Anita Shreve
- Amy Tan
- Ann Hood
- Diana Gabaldon
- Jane Hamilton

Egyik legemlékezetesebb olvasmánya: Sara Gruen – Vizet az elefántnak című regénye.

## Művei
- Songs of the Humpback Whale (1992)
- Harvesting the Heart (1994)
- Picture Perfect (1995)
- Mercy (1995)
- Sorsfordítók (The Pact, 1998), Athenaeum Kiadó, 2014, ford. Szieberth Ádám
- Csodalány (Keeping Faith, 1999) Athenaeum Kiadó, 2015, ford. Peiker Éva
- Egyszerű igazság (Plain Truth, 2000), Athenaeum Kiadó, 2013, ford. Bihari György
- Salem Falls (2001)
- Perfect Match (2002)
- Second Glance (2003)
- A nővérem húga (My Sister's Keeper, 2004), Athenaeum Kiadó, 2006, ford. Kocsis Anikó
- Elrabolt az apám (Vanishing Acts, 2005), Athenaeum Kiadó, 2007, ford. Kocsis Anikó
- The Tenth Circle (2006)
- Tizenkilenc perc (Nineteen Minutes, 2007), Athenaeum Kiadó, 2008, ford. Kocsis Anikó
- Wonder Woman (vol. 3) #6-10 (2007. május–augusztus)
- Wonder Woman. Love and Murder (2007) (hardcover volume collecting Wonder Woman #6-10)
- Szívtől Szívig (Change of Heart, 2008), Athenaeum Kiadó, 2009, ford. Hussami Péter
- Törékeny (Handle With Care, 2009), Athenaeum Kiadó, 2010, ford. Mallász Rita
- Házirend (House Rules, 2010), Athenaeum Kiadó, 2011, ford. Mallász Rita
- Gyere haza (Sing You Home, 2011), Athenaeum Kiadó, 2012, Sóvágó Katalin
- Magányos farkas (Lone Wolf, 2012), Athenaeum Kiadó, 2017, ford. Babits Péter
- Vezeklés (The Storyteller, 2013), Athenaeum Kiadó, 2013, ford. Babits Péter
- Találj rám (Leaving Time, 2014), Athenaeum Kiadó, 2014
- A két út könyve (The Book of Two Ways, 2020), Athenaeum, 2020

## Magyarul
- A nővérem húga; ford. Kocsis Anikó; Athenaeum, Bp., 2006
- Elrabolt az apám; ford. Kocsis Anikó; Athenaeum 2000, Bp., 2007
- Tizenkilenc perc; ford. Kocsis Anikó; Athenaeum, Bp., 2008
- Szívtől szívig; ford. Hussami Péter; Athenaeum, Bp., 2009
- Törékeny; ford. Mallász Rita; Athenaeum, Bp., 2010
- Házirend; ford. Mallász Rita; Athenaeum, Bp., 2011
- Gyere haza; ford. Sóvágó Katalin; Athenaeum, Bp., 2012
- Egyszerű igazság; ford. Bihari György; Athenaeum, Bp., 2013
- Vezeklés; ford. Babits Péter; Athenaeum, Bp., 2013
- Találj rám!; ford. Babits Péter; Athenaeum, Bp., 2014
- Sorsfordítók; ford. Szieberth Ádám; Athenaeum, Bp., 2014
- Csodalány; ford. Peiker Éva; Athenaeum, Bp., 2015
- Jodi Picoult–Samantha van Leer: Lapról lapra; ford. Babits Péter; Athenaeum, Bp., 2016
- Jodi Picoult–Samantha van Leer: Sorok között; ford. Babits Péter; Athenaeum, Bp., 2016
- Apró csodák; ford. Babits Péter; Athenaeum, Bp., 2017
- Magányos farkas; ford. Babits Péter; Athenaeum, Bp., 2017
- Ítélet; ford. Babits Péter, Tótfalusi István, Hubay Miklós; Athenaeum, Bp., 2018
- A tizedik kör; ford. Babits Péter; Athenaeum, Bp., 2018
- Életszikra; ford. Goitein Veronika; Athenaeum, Bp., 2018
- Gyere haza; ford. Sóvágó Katalin; 2. jav. utánny.; Athenaeum, Bp., 2018
- Vezeklés; ford. Babits Péter; 3. jav. utánny.; Athenaeum, Bp., 2018
- Sorsfordítók; ford. Szieberth Ádám; 3. jav. utánny.; Athenaeum, Bp., 2019
- Szívverés; ford. Goitein Veronika; Athenaeum, Bp., 2019
- Második látásra; ford. Novák Petra; Athenaeum, Bp., 2020
- A két út könyve; ford. Novák Petra; Athenaeum, Bp., 2020
- Tizenkilenc perc; ford. Kocsis Anikó; 4. jav. utánny.; Athenaeum, Bp., 2020
- Bár itt lennél!; ford. Novák Petra; Athenaeum, Bp., 2022

## Érdekességek
Különböző történeteiben többször is felbukkanó szereplők:
- Jordan McAffe, a fia és a felesége a The Pactben, Salem Fallsban és a Tizenkilenc percben.
- Patrick Ducharme, a detektív, feltűnt a Perfect Matchben és a Tizenkilenc percben is.
- Ian Fletcher a Keeping Faithben, és megjelenik a Change of Heartban is.
- Frankie Martine először a Salem Fallsban bukkant fel, majd a Second Glance és a Perfect Matchben is.
- Nina Frostot, a Perfect Match egyik főszereplőjét megemlítik a Tizenkilenc percben is.